# Диор Фол Соу
Элизабет Диор Фол Соу (род. 1968) — сенегальский юрист и государственный деятель. Она была первой женщиной-прокурором Сенегала, назначенной властями Республики в суд первой инстанции в Сен-Луи в 1976 году. Она является почетным президентом Ассоциации женщин-юристов.

## Биография
В 1976 году Диор Фолл Соу была назначена прокурором в Сен-Луи. Так она стала первой женщиной-прокурором в истории Сенегала. Она была национальным директором по надзору за образованием и социальной защитой, директором по юридическим вопросам Сонател-Оранж, юрисконсультом Международного уголовного трибунала по Руанде, главным генеральным прокурором Апелляционного суда Уголовного суда Руанды и консультантом для Международного уголовного суда.
После исследования, профинансированного ЮНИСЕФ, по гармонизации сенегальского законодательства в соответствии с конвенцями ООН, Диор Фолл Соу возглавила команду юристов, которая разработала закон Сенегала 1999 года, который запрещает обрезание женских половых органов .
С 2001 по 2005 годы Диор Фол Соу была членом Африканского комитета экспертов по правам и благополучию детей.
В 2015 году она стала почетным президентом объединения журналистов по гендерным и прав человека (Network of journalists in Gender and Human Rights). Диор Фол Соу вышла на пенсию в 2017 году.

## Труды
- The Rights of Children in the African Judicial System' («Права детей в африканской судебной системе»), in E. Verhellen (ed.) Understanding children’s Rights, University of Ghent, 1996.